# Crossref
Crossref – organizacja non-profit promująca rozwój i kooperatywne wykorzystanie nowych i innowacyjnych technologii w celu przyśpieszenia i ułatwienia wyszukiwania prac naukowych. Crossref jest oficjalną agencją rejestrującą linki DOI dla publikacji profesjonalnych. 
Na początku 2000 roku największe wydawnictwa naukowe stworzyły niezależną organizację non-profit – Publishers International Linking Association, Inc. – która zarządza CrossRef. Obecnie w radzie nadzorczej zasiadają przedstawiciele m.in.: American Association for the Advancement of Science, Elsevier, „Nature”, University of California Press, University of Chicago Press i Wiley-Blackwell. 